# Trinca (náutica)
En náutica, la trinca es la ligadura con que se amarra o sujeta alguna cosa o el cabo mismo o pedazo de cabo con que se da esta ligadura. En el primer sentido suele a veces tomarse la voz de malla. Algunos toman además un sobrenombre particular, relativo a su aplicación, como las trapas de la lancha, etc. 

## Tipos de trinca
- Trinca de joya: es la que se da a la boca o brocal de los cañones de la primera batería cuando se batiportan.
- Trinca de culata: es la que se forma al cascabel de los cañones de todas las baterías en circunstancias de temporal.
- Trincas del bauprés: son cada una de las de cabo o cadena, que, dadas de firme, sujetan este palo al tajamar.

## Expresiones relacionadas
- Estar a la trinca: Trincar, estar a la capa. También significa estar el buque completamente bien armado, pertrechado y listo para emprender cualquier viaje o comisión.